# Kajira

Il "kef", simbolo della Kajira nei libri su Gor.

Il termine Kajira, al plurale Kajirae (secondo l'uso grammaticale proprio del latino) identifica, nella finzione letteraria dei romanzi di John Norman, le donne che vivono in condizione di schiavitù nelle comunità del pianeta Gor.
Esistono tuttavia nella realtà (e anche nella simulazione della realtà propria della cosiddetta second life) alcune comunità o rapporti di coppia in cui le donne modellano il proprio stile di vita su quello delle kajirae del ciclo fantastico di Gor.
Secondo l'ideologia di queste comunità, la schiavitù femminile è espressione istituzionalizzata della realtà biologica del rapporto fra i due sessi, nei confronti del quale essa si pone come vera e propria esaltazione.

Versioni antiche e moderne del carattere cinese Unicode U5974 奴,usato da alcuni goreani come un simbolo di Kajira non derivato da Norman

## Etimologia
La parola Kajira identifica, nella fittizia lingua goreana inventata da Norman, la locuzione "io sono una schiava"; esiste anche il corrispettivo maschile, Kajirus, pl.Kajiri, che tuttavia è meno ricorrente a causa della ridotta presenza di schiavi maschi negli ambienti goreani.

## Stile di vita e disciplina
Lo stile di vita di una schiava goreana, ovvero di una kajira, prevede una disciplina piuttosto rigida basata essenzialmente su dieci regole di vita.
Queste regole, sinteticamente, sono le seguenti:
1. Ogni persona libera va considerata un padrone e come tale appellato;
2. L'esistenza della kajira dipende dalla sua capacità di compiacere il proprio padrone;
3. In una discussione, l'ultima parola spetta alla kajira ed è sempre "Sì, padrone";
4. La kajira non ha diritto all'esclusività sul proprio padrone. La gelosia non è ammessa;
5. La kajira deve perseguire la perfezione, o almeno l'eccellenza;
6. La kajira indossa un collare come segno della propria appartenenza al padrone;
7. Anche in assenza del padrone, la kajira deve continuare a comportarsi da schiava, e non deve mai isolarsi;
8. La kajira non può avere oggetti di proprietà. Tutto ciò che è suo le può essere tolto;
9. Il desiderio del padrone è legge per la kajira.

A queste regole si aggiunge poi, nella disciplina di una kajira, l'addestramento alla corretta esecuzione di varie posture, che la schiava deve essere in grado di assumere a comando di qualsiasi persona libera, e che hanno diversi significati a seconda del contesto in cui vengono assunte. Queste posture possono essere eseguite in posizione eretta, ovvero inginocchiata, seduta, o distesa orizzontalmente sul terreno.
La prima posizione della kajira, quella più frequentemente utilizzata e rappresentata, è definita Nadu, ovvero la posizione della schiava di piacere. Per assumerla, la schiava si posiziona di fronte al padrone, accucciandosi sulle proprie gambe, curando che le stesse siano ben divaricate. La schiena deve essere tenuta eretta, le mani appoggiate sulle gambe, col palmo rivolto in alto in segno di offerta al padrone. Lo sguardo va tenuto abbassato.
Le kajirae si distinguono fra di loro in due categorie, evidenziate dall'uso di indossare una seta di colore diverso: le sete bianche identificano le schiave ancora vergini, quelle rosse le schiave che hanno già perso la verginità.